# Liste du patrimoine mondial en Eswatini
Cet article recense les sites inscrits au patrimoine mondial en Eswatini.

## Statistiques
L'Eswatini ratifie la Convention pour la protection du patrimoine mondial, culturel et naturel le 30 novembre 2005. Il n'a jamais eu de mandat au Comité du patrimoine mondial.
En 2020, l'Eswatini ne compte aucun site inscrit au patrimoine mondial. Le pays a cependant soumis un site à la liste indicative, culturel.

## Listes
Les sites suivants sont inscrits sur la liste indicative.
| Site                 | District | Type           | Date | Lien | Notes                                  | Coordonnées                      | Illus. |
| -------------------- | -------- | -------------- | ---- | ---- | -------------------------------------- | -------------------------------- | ------ |
| Mine de Ngwenya (en) | Hhohho   | Culturel (iii) | 2008 | 5421 | Inscrit sous le nom « Ngwenya Mines ». | 26° 11′ 53″ sud, 31° 01′ 52″ est |        |